# Le donne de casa soa
Le donne de casa soa è un'opera teatrale in versi martelliani in dialetto veneziano in cinque atti di Carlo Goldoni del 1755, messa in scena per la prima volta nel Teatro San Luca di Venezia, dove fu accolta trionfalmente, permettendo all'autore di riscattarsi dal cocente insuccesso della precedente La buona famiglia.
Con questa commedia, il cui titolo significa le casalinghe,  il commediografo veneziano riuscì a tratteggiare con encomiabile verosimiglianza  la realtà della piccola borghesia veneziana. 

## Trama
Venezia. Angiola e Betta sono due massaie che, grazie alla loro furbizia (nonché alle loro chiacchiere), riusciranno a far coronare il sogno d'amore, contrastato da Isidoro, tra il timido nipote Tonino e Checca, che non ha la dote.

## Poetica
Scrisse l'autore nei suoi Mémoires: Il pregio principale di questa commedia consiste nel dialogo; e siccome i Veneziani hanno l’uso di servirsi continuamente nei loro discorsi di lepidezze, paragoni e proverbi, o non sarebbe possibile tradurli, o si tradurrebbero male. Feci questa commedia a bella posta in Italia per dare vieppiù coraggio alle virtuose massaie, e correggere nel tempo stesso le cattive. Se in Francia se ne facesse una simile, essa riuscirebbe utile a Parigi come a Venezia..